# Fundación Infante de Orleans
La Fundación Infante de Orleans, con acrónimo FIO, es un organismo sin ánimo de lucro siendo su objetivo fundamental la conservación del patrimonio aeronáutico de España, principalmente por medio de aviones históricos en condiciones de vuelo, así como la muestra de dicho material por medio de un museo y exhibiciones en vuelo.
FIO tiene un calendario fijo de exhibiciones el primer domingo de cada mes (excepto enero y agosto), en su aeródromo, que se compaginan con colaboraciones con diversos festivales y eventos relacionados con el mundo de la aviación.
Entre otros reconocimientos, la fundación ha sido premiada con el diploma de honor de la Federación Aeronáutica Internacional

## Historia
En 1984, algunos miembros del Club de Vuelo Acrobático José Luis Aresti decidieron formar la Sección de Aviones Históricos dentro del mismo.
Algunos años más tarde, en 1989 esta sección se escindía del aeroclub para formar una fundación independiente que recibiría el nombre de Infante de Orleans. Se eligió a este personaje por ser un distinguido piloto y apasionado de la aviación que apoyó la aeronáutica en España hasta su fallecimiento.

### Sede
Un año después del establecimiento de la fundación, en 1990 la FIO eligió el Aeropuerto de Madrid-Cuatro Vientos como sede de sus operaciones por ser un aeródromo para operaciones de tráfico aéreo privado, estar cerca de Madrid y ser la sede del Club de Vuelo Acrobático J. L. Aresti, del cual procede, y del Museo de Aeronáutica y Astronáutica de España.
Desde los años 2010 la FIO viene estudiando la posibilidad de trasladar su colección de aviones históricos en vuelo, debido a las condiciones de Cuatro Vientos, donde ya falta espacio para desarrollar y ampliar su actividad, sopesándose si ya no reúne las mejores condiciones para realizar las exhibiciones y vuelos de aviones, así como el posible crecimiento de su museo en tierra.
Dentro de las opciones barajadas para su nueva sede, entre ellas Getafe, Ciudad Real, San Javier y otras, en marzo de 2021 se anuncia su futuro traslado al Aeropuerto de San Javier, en la Región de Murcia, aunque la FIO no llegó a confirmarlo oficialmente. Finalmente, en febrero de 2025, la Fundación firmó un acuerdo con Airbus para trasladar su colección de aviones históricos a la Base Aérea de Getafe, garantizando así un espacio más adecuado para la conservación y operación de su flota.

## Objetivos
Los objetivos de la FIO son, según sus estatutos,
- Adquirir, restaurar conservar en condiciones de vuelo, todo aquel material que, por su carácter histórico merezca prolongar su vida operativa.
- Contemplar la más amplia colección posible de los aviones que han jugado un papel prominente en el desarrollo de la aeronáutica española, devolviendoles su rango y perpetuando su memoria.
- Conseguir y prestar un mantenimiento adecuado que permita conservar estos aviones en vuelo el mayor tiempo posible.
- Promover los medios para su exhibición, estudio, protección y divulgación, organizando y participando en cuantas reuniones, festivales y jornadas de puertas abiertas contribuyan a los fines expresados, facilitando además su conocimiento mediante una exposición estática permanente.

## Exhibiciones
El primer domingo de cada mes (salvo los meses de enero y agosto), se organiza una exhibición en vuelo por parte de la fundación. La exhibición consta de dos partes, el corralito estático en el que los aviones son expuestos y los visitantes pueden verlos de cerca, hablar con los pilotos y escuchar la visita guiada que se hace por megafonía. Normalmente, a las 12:30 el corralito se cierra, para que los aviones sean arrancados y salgan a volar de 13:00 a 14:00, en distintas formaciones de varios aviones o de vuelos individuales. En algunas ocasiones la fundación termina la exhibición con algún vuelo acrobático.

## Aeronaves conservadas
La Fundación Infante de Orleans se esfuerza en ampliar constantemente los fondos adquiriendo todo el material que puede, ya sea en buenas condiciones, o en estado de abandono, procediendo a su restauración. En mayo de 2018 la FIO cuenta con 44 aviones todos ellos en condiciones de vuelo, a excepción de algunos que están en fase de restauración.

### 1925
| de Havilland DH.60 Moth | de Havilland DH.60 Moth |
| ----------------------- | --- |
|                         | \| Entrada en servicio: \| 1925 \| \| Designación interna: \| G-EBXU \| \| Misión: \| Avión de entrenamiento \| \| Versiones: \| DH.60 Moth \| \| Aeronaves en servicio: \| 1 aparato \| La Moth de la Fundación Infante de Orleans tiene el honor de ser la más veterana de toda ``la colección´´. Es propiedad total de la FIO y se encuentra en estado de vuelo, pero para poder participar en las exhibiciones debe estar operativa la pista de tierra, debido a las especiales características de su patín de cola. Como curiosidad, un avión muy similar fue el que participó en el rodaje de la película Memorias de África. |
| Entrada en servicio:    | 1925 |
| Designación interna:    | G-EBXU |
| Misión:                 | Avión de entrenamiento |
| Versiones:              | DH.60 Moth |
| Aeronaves en servicio:  | 1 aparato |

### 1928
| Polikarpov Po-2        | Polikarpov Po-2 |
| ---------------------- | --- |
|                        | \| Entrada en servicio: \| 1928 \| \| Misión: \| Entrenamiento \| \| Aeronaves en servicio: \| 1 avión \| Fabricado en los años 50 por PZL-Mielec. Previamente se encontraba en Lille. Propiedad total de la FIO. |
| Entrada en servicio:   | 1928 |
| Misión:                | Entrenamiento |
| Aeronaves en servicio: | 1 avión |

| Consolidated Fleet 2   | Consolidated Fleet 2 |
| ---------------------- | --- |
|                        | \| Entrada en servicio: \| 1928 \| \| Designación interna: \| EC-EYD \| \| Misión: \| Avión de entrenamiento \| \| Versiones: \| Fleet 2 \| \| Aeronaves en servicio: \| 1 aparato \| El Fleet 2 de la FIO es el avión que más tiempo lleva formando parte de este ``museo volante´´; concretamente desde el verano de 1990. Fue importado desde Argentina, para ser cedido en usufructo a la Fundación. Actualmente es necesario desmontar las alas para sustituir los largueros, por lo que se tardará unos meses en volver a verlo volar. |
| Entrada en servicio:   | 1928 |
| Designación interna:   | EC-EYD |
| Misión:                | Avión de entrenamiento |
| Versiones:             | Fleet 2 |
| Aeronaves en servicio: | 1 aparato |

### 1929
| Comper Swift         | Comper Swift |
| -------------------- | --- |
|                      | \| Entrada en servicio: \| 1929 \| \| Designación interna: \| EC-AAT \| \| Misión: \| Avión utilitario \| \| Versiones: \| C.L.A. 7 Swift \| \| \| total: 1 aparato \| El EC-AAT es uno de los aparatos más ilustres de la Fundación, ya que en él Fernando Rein Loring viajó desde Madrid a Manila en 1933, realizando una de las grandes hazañas de la aeronáutica española. Es propiedad total de la FIO y se encuentra en perfecto estado de vuelo, aunque para poder participar en las exhibiciones la pista de tierra de Cuatro Vientos ha de estar disponible, ya que solo puede operar desde ella por las características de su patín de cola. |
| Entrada en servicio: | 1929 |
| Designación interna: | EC-AAT |
| Misión:              | Avión utilitario |
| Versiones:           | C.L.A. 7 Swift |
|                      | total: 1 aparato |

### 1930
| Consolidated Fleet 10  | Consolidated Fleet 10 |
| ---------------------- | --- |
|                        | \| Entrada en servicio: \| 1930 \| \| Designación interna: \| LV-ZCM \| \| Misión: \| Avión de entrenamiento \| \| Versiones: \| Fleet 10 \| \| Aeronaves en servicio: \| 1 aparato \| El Fleet 10 está cedido en depósito a la FIO y participa en las exhibiciones en vuelo. |
| Entrada en servicio:   | 1930 |
| Designación interna:   | LV-ZCM |
| Misión:                | Avión de entrenamiento |
| Versiones:             | Fleet 10 |
| Aeronaves en servicio: | 1 aparato |

### 1932
| Fairchild W-24         | Fairchild W-24 |
| ---------------------- | --- |
|                        | \| Entrada en servicio: \| 1932 \| \| Misión: \| Vuelo recreativo/avión utilitario \| \| Aeronaves en servicio: \| 1 avión \| Cedido en estado de vuelo. NOTA: La imagen no se corresponde con el aparato exacto de la FIO. No obstante, es el mismo modelo. |
| Entrada en servicio:   | 1932 |
| Misión:                | Vuelo recreativo/avión utilitario |
| Aeronaves en servicio: | 1 avión |

| Focke Wulf Fw 44       | Focke Wulf Fw 44 |
| ---------------------- | --- |
|                        | \| Entrada en servicio: \| 1932 \| \| Designación interna: \| LV-YZP \| \| Misión: \| Entrenador \| \| Versiones: \| FW-44 Stieglitz \| \| Aeronaves en servicio: \| 1 aparato \| El FW-44 está cedido en depósito a la FIO y actualmente participa en las exhibiciones.No se corresponde con el de la fotografía |
| Entrada en servicio:   | 1932 |
| Designación interna:   | LV-YZP |
| Misión:                | Entrenador |
| Versiones:             | FW-44 Stieglitz |
| Aeronaves en servicio: | 1 aparato |

### 1933
| British Aircraft Swallow II | British Aircraft Swallow II |
| --------------------------- | --- |
|                             | \| Entrada en servicio: \| 1933 (2001 con la FIO) \| \| Designación interna: \| G-AEVZ \| \| Misión: \| Avión utilitario \| \| Versiones: \| British Aircraft Swallow 2 \| \| Aeronaves en servicio: \| 1 aparato \| La Swallow 2 de la Fundación Infante de Orleans es una de las tres de su clase que aún permanecen en estado de vuelo. Fue traída por carretera en julio de 2001 y desde principios de 2002, toma parte en las exhibiciones aéreas, pilotada generalmente por Carlos Valle. Todavía conserva su clásica matrícula británica (G-AEVZ), y por la disposición de las letras es conocida entre el personal de la Fundación como El Gálvez. Es propiedad total de la FIO. |
| Entrada en servicio:        | 1933 (2001 con la FIO) |
| Designación interna:        | G-AEVZ |
| Misión:                     | Avión utilitario |
| Versiones:                  | British Aircraft Swallow 2 |
| Aeronaves en servicio:      | 1 aparato |

### 1934
| British Aircraft Eagle | British Aircraft Eagle |
| ---------------------- | --- |
|                        | \| Entrada en servicio: \| 1934 \| \| Designación interna: \| G-AFAX \| \| Misión: \| Avión utilitario \| \| Versiones: \| Eagle 2 \| \| Aeronaves en servicio: \| 1 aparato \| En una Eagle similar Juan Ignacio Pombo voló en 1935 hasta México, hazaña que hizo un hueco a esta avioneta en la historia aeronáutica española. La G-AFAX es totalmente propiedad de la FIO y se encuentra en perfecto estado de vuelo. Es una de las pocas con de su tipo con tren de aterrizaje fijo que quedan en vuelo. |
| Entrada en servicio:   | 1934 |
| Designación interna:   | G-AFAX |
| Misión:                | Avión utilitario |
| Versiones:             | Eagle 2 |
| Aeronaves en servicio: | 1 aparato |

| Bücker Bü 131          | Bücker Bü 131 |
| ---------------------- | --- |
|                        | \| Entrada en servicio: \| 1934 \| \| Designación interna: \| EC-ETT, EC-ERO, EC-ERP, EC-DAO y EC-LOM \| \| Misión: \| Entrenamiento básico \| \| Versiones: \| Bü 131 Jungmann \| \| Aeronaves en servicio: \| 5 aparatos \| Actualmente todas las Jungmann de la FIO están en estado de vuelo, salvo la EC-DAO, que se encuentra esperando una restauración. Suelen volar en formación cerrada pilotadas por Fernando Adrados, Manolo Valle o Fernando Iglesia Manix. No obstante, la EC-LOM, aunque participa en las exhibiciones no es propiedad de la Fundación, mientras que la ETT, la ERP y la ERO están cedidas en depósito y la DAO en usufructo. |
| Entrada en servicio:   | 1934 |
| Designación interna:   | EC-ETT, EC-ERO, EC-ERP, EC-DAO y EC-LOM |
| Misión:                | Entrenamiento básico |
| Versiones:             | Bü 131 Jungmann |
| Aeronaves en servicio: | 5 aparatos |

| De Havilland D.H.89 Dragon Rapide | De Havilland D.H.89 Dragon Rapide |
| --------------------------------- | --- |
|                                   | \| Entrada en servicio: \| 1934 \| \| Designación interna: \| EC-AAY \| \| Misión: \| Avión de transporte \| \| Versiones: \| DH-89 Dragon Rapide \| \| Aeronaves en servicio: \| 1 aparato \| El DH-89 de la Fundación fue adquirido pintado de verde y con el nombre de Proteus, un avión muy similar al que transportó a Francisco Franco de Canarias a Tetuán al inicio de la guerra civil española, hecho que marcó la entrada del Dragon Rapide en la historia aeronáutica española. Actualmente es propiedad de la Fundación |
| Entrada en servicio:              | 1934 |
| Designación interna:              | EC-AAY |
| Misión:                           | Avión de transporte |
| Versiones:                        | DH-89 Dragon Rapide |
| Aeronaves en servicio:            | 1 aparato |

### 1935
| Bücker Bü 133          | Bücker Bü 133 |
| ---------------------- | --- |
|                        | \| Entrada en servicio: \| 1935 (operativa desde 1992 con la FIO) \| \| Designación interna: \| EC-ALP \| \| Misión: \| Entrenador avanzado \| \| Versiones: \| Bü 133 Jungmeister \| \| Aeronaves en servicio: \| 1 aparato \| Fue adquirido por el Aeroclub José Luis Aresti y más tarde por la FIO. Forma parte de las exhibiciones desde 1992, cuando realizó su primer vuelo de prueba con la Fundación, con Carlos Valle a los mandos. Desde entonces vuelve a dibujar figuras acrobáticas, como antaño, siendo pilotada por Felipe Aresti, hijo del José Luis Aresti que originalmente dio nombre a la organización. Es propiedad en usufructo de la FIO. |
| Entrada en servicio:   | 1935 (operativa desde 1992 con la FIO) |
| Designación interna:   | EC-ALP |
| Misión:                | Entrenador avanzado |
| Versiones:             | Bü 133 Jungmeister |
| Aeronaves en servicio: | 1 aparato |

| Miles Falcon Six       | Miles Falcon Six |
| ---------------------- | --- |
|                        | \| Entrada en servicio: \| 1935 \| \| Designación interna: \| EC-DAO \| \| Misión: \| Avión de enlace \| \| Versiones: \| Falcon Six \| \| Aeronaves en servicio: \| 1 aparato \| Fue descubierto por la FIO en los años 80 en un garaje de Zaragoza. A partir de ese momento comenzó una larga etapa de restauración, iniciada primero en España y terminada en el Reino Unido. en 1997 se termina y Carlos Valle y Juan Crespo acuden a Londres para traerla de vuelta haciendo escala en Caen y Biarritz antes de alcanzar Madrid. Desde entonces, la mítica Falcon Six ha surcado los cielos de Madrid con la FIO, siendo el único avión en estado de vuelo que existe hoy en día que participara en la guerra civil española, así como el último modelo conservado en el mundo de su clase. es propiedad de la FIO. |
| Entrada en servicio:   | 1935 |
| Designación interna:   | EC-DAO |
| Misión:                | Avión de enlace |
| Versiones:             | Falcon Six |
| Aeronaves en servicio: | 1 aparato |

### 1936
| Polikarpov I-16        | Polikarpov I-16 |
| ---------------------- | --- |
|                        | \| Entrada en servicio: \| 1936 \| \| Misión: \| Caza \| \| Versiones: \| I-16 Tipo 24 Mosca/Rata \| \| Aeronaves en servicio: \| 1 aparato \| Recuperado de las inmediaciones del lago Kokkoyarvi en 1992, y restaurado en Australia. Llega a la fundación en 2005 y es pintado como "CM-249", aparato personal de José María Bravo. Es propiedad total de la Fio y participa en casi todas las exhibiciones. |
| Entrada en servicio:   | 1936 |
| Misión:                | Caza |
| Versiones:             | I-16 Tipo 24 Mosca/Rata |
| Aeronaves en servicio: | 1 aparato |

| Piper J-3 Cub          | Piper J-3 Cub |
| ---------------------- | --- |
|                        | \| Entrada en servicio: \| 1936 \| \| Designación interna: \| EC-AJY \| \| Misión: \| Enlace/Observación \| \| Versiones: \| Piper L4 Grasshopper/J3 Cub \| \| Aeronaves en servicio: \| 1 aparato \| Usado por el ejército de EE. UU. como avión de enlace y observación en la Segunda Guerra Mundial. Se encuentra operativo y cedido en depósito. |
| Entrada en servicio:   | 1936 |
| Designación interna:   | EC-AJY |
| Misión:                | Enlace/Observación |
| Versiones:             | Piper L4 Grasshopper/J3 Cub |
| Aeronaves en servicio: | 1 aparato |

### 1937
| Beechcraft 18          | Beechcraft 18 |
| ---------------------- | --- |
|                        | \| Entrada en servicio: \| 1937 \| \| Designación interna: \| EC-ASJ \| \| Misión: \| Avión de transporte comercial \| \| Versiones: \| C-45 \| \| Aeronaves en servicio: \| 1 aparato \| El Beechcraft 17 de la FIO es uno de los dos bimotores de la colección. Es propiedad total de la Fundación y está pintado con los colores de la desaparecida aerolínea Spantax |
| Entrada en servicio:   | 1937 |
| Designación interna:   | EC-ASJ |
| Misión:                | Avión de transporte comercial |
| Versiones:             | C-45 |
| Aeronaves en servicio: | 1 aparato |

### 1938
| AISA PE 38 Schulgleiter | AISA PE 38 Schulgleiter |
| ----------------------- | --- |
|                         | \| Entrada en servicio: \| 1938 \| \| Misión: \| Planeador ligero, entrenamiento \| \| Versiones: \| Fabricada por AISA en España con licencia de DFS. \| \| Aeronaves en servicio: \| 1 aparato \| El Schulgleiter de la FIO es el único avión que no vuela nunca, sino que se encuentra en exposición permanente en el museo, colgado del techo. NOTA: El aparato mostrado en la imagen no corresponde con el de la FIO, si bien es el mismo modelo. |
| Entrada en servicio:    | 1938 |
| Misión:                 | Planeador ligero, entrenamiento |
| Versiones:              | Fabricada por AISA en España con licencia de DFS. |
| Aeronaves en servicio:  | 1 aparato |

| North American T-6 Texan | North American T-6 Texan |
| ------------------------ | --- |
|                          | \| Entrada en servicio: \| 1938 \| \| Designación interna: \| EC-DUM y EC-DUN \| \| Misión: \| Avión de entrenamiento/escuela \| \| Versiones: \| T-6G Texan \| \| Aeronaves en servicio: \| 2 aparatos \| Anteriormente operados por EE. UU. y por el ejército del aire español, como aviones de escuela. El EC-DUM resultó dañado en un aterrizaje forzoso en un sembrado, de panza, por un fallo en el motor. Este se encuentra en avanzado estado de reparación. Ambos son propiedad total de la FIO. |
| Entrada en servicio:     | 1938 |
| Designación interna:     | EC-DUM y EC-DUN |
| Misión:                  | Avión de entrenamiento/escuela |
| Versiones:               | T-6G Texan |
| Aeronaves en servicio:   | 2 aparatos |

### 1944
| Stinson 108 Voayager   | Stinson 108 Voayager |
| ---------------------- | --- |
|                        | \| Entrada en servicio: \| 1944 \| \| Designación interna: \| EC-BTK, EC-ADY \| \| Misión: \| Entrenamiento/aviación general. \| \| Versiones: \| Stinson 108 Voyager \| \| Aeronaves en servicio: \| 2 aparatos \| Ambas propiedad total de la FIO. La EC-BTK está operativa y participa en casi todas las exhibiciones, mientras que la EC-ADY se encuentra en restauración según la web de la Fundación. |
| Entrada en servicio:   | 1944 |
| Designación interna:   | EC-BTK, EC-ADY |
| Misión:                | Entrenamiento/aviación general. |
| Versiones:             | Stinson 108 Voyager |
| Aeronaves en servicio: | 2 aparatos |

### 1946
| De Havilland Canada DHC-1 Chipmunk | De Havilland Canada DHC-1 Chipmunk |
| ---------------------------------- | --- |
|                                    | \| Entrada en servicio: \| 1946 \| \| Designación interna: \| RCAF-013 \| \| Misión: \| Avión de entrenamiento básico \| \| Versiones: \| DHC-1 Chipmunk \| \| Aeronaves en servicio: \| 1 aparato \| El DHC-1 de la FIO no es de su propiedad, pero participa en las exhibiciones en perfecto estado de vuelo. |
| Entrada en servicio:               | 1946 |
| Designación interna:               | RCAF-013 |
| Misión:                            | Avión de entrenamiento básico |
| Versiones:                         | DHC-1 Chipmunk |
| Aeronaves en servicio:             | 1 aparato |

### 1948
| Beechcraft T-34 Mentor | Beechcraft T-34 Mentor |
| ---------------------- | --- |
|                        | \| Entrada en servicio: \| 1948 \| \| Designación interna: \| EC-GXQ \| \| Misión: \| Entrenador avanzado \| \| Versiones: \| T-34A \| \| Aeronaves en servicio: \| 1 aparato \| Es propiedad total de la Fundación. Sirvió como entrenador en EE. UU. y en el ejército del aire, en la Academia General del Aire en San Javier, Murcia, con el 791 Escuadrón. |
| Entrada en servicio:   | 1948 |
| Designación interna:   | EC-GXQ |
| Misión:                | Entrenador avanzado |
| Versiones:             | T-34A |
| Aeronaves en servicio: | 1 aparato |

### 1950
| Jodel D.119 Compostela | Jodel D.119 Compostela |
| ---------------------- | --- |
|                        | \| Entrada en servicio: \| 1950 \| \| Designación interna: \| EC-BSS \| \| Misión: \| Avión utilitario \| \| Versiones: \| D.119S \| \| Aeronaves en servicio: \| 1 aparato \| La Jodel Compostela de la FIO fue fabricada bajo licencia en España. No es propiedad de la Fundación pero participa en las demostraciones. |
| Entrada en servicio:   | 1950 |
| Designación interna:   | EC-BSS |
| Misión:                | Avión utilitario |
| Versiones:             | D.119S |
| Aeronaves en servicio: | 1 aparato |

### 1952
| AISA I-115             | AISA I-115 |
| ---------------------- | --- |
|                        | \| Entrada en servicio: \| 1952 \| \| Designación interna: \| EC-DDN \| \| Misión: \| Entrenamiento básico \| \| Versiones: \| I-115 \| \| Aeronaves en servicio: \| 1 aparato \| El AISA I-115 es propiedad total de la FIO y actualmente se encuentra en perfectas condiciones de vuelo. |
| Entrada en servicio:   | 1952 |
| Designación interna:   | EC-DDN |
| Misión:                | Entrenamiento básico |
| Versiones:             | I-115 |
| Aeronaves en servicio: | 1 aparato |

### 1953
| AISA I-11              | AISA I-11 |
| ---------------------- | --- |
|                        | \| Entrada en servicio: \| 1953 \| \| Designación interna: \| EC-BKM y EC-BKF \| \| Misión: \| Avión utilitario \| \| Versiones: \| I-11B \| \| Aeronaves en servicio: \| 2 aparatos \| |
| Entrada en servicio:   | 1953 |
| Designación interna:   | EC-BKM y EC-BKF |
| Misión:                | Avión utilitario |
| Versiones:             | I-11B |
| Aeronaves en servicio: | 2 aparatos |

### 1954
| CASA-Dornier Do 27 (Dornier Do 27) | CASA-Dornier Do 27 (Dornier Do 27) |
| ---------------------------------- | --- |
|                                    | \| Entrada en servicio: \| 1954 \| \| Designación interna: \| EC-CFN \| \| Misión: \| Avión ligero de enlace \| \| Versiones: \| CASA C-127 \| \| Aeronaves en servicio: \| 1 aparato \| El CASA-Dornier DO 27 de la FIO es totalmente propiedad de la Fundación y participa en las exhibiciones en vuelo. |
| Entrada en servicio:               | 1954 |
| Designación interna:               | EC-CFN |
| Misión:                            | Avión ligero de enlace |
| Versiones:                         | CASA C-127 |
| Aeronaves en servicio:             | 1 aparato |

## Incidentes y accidentes

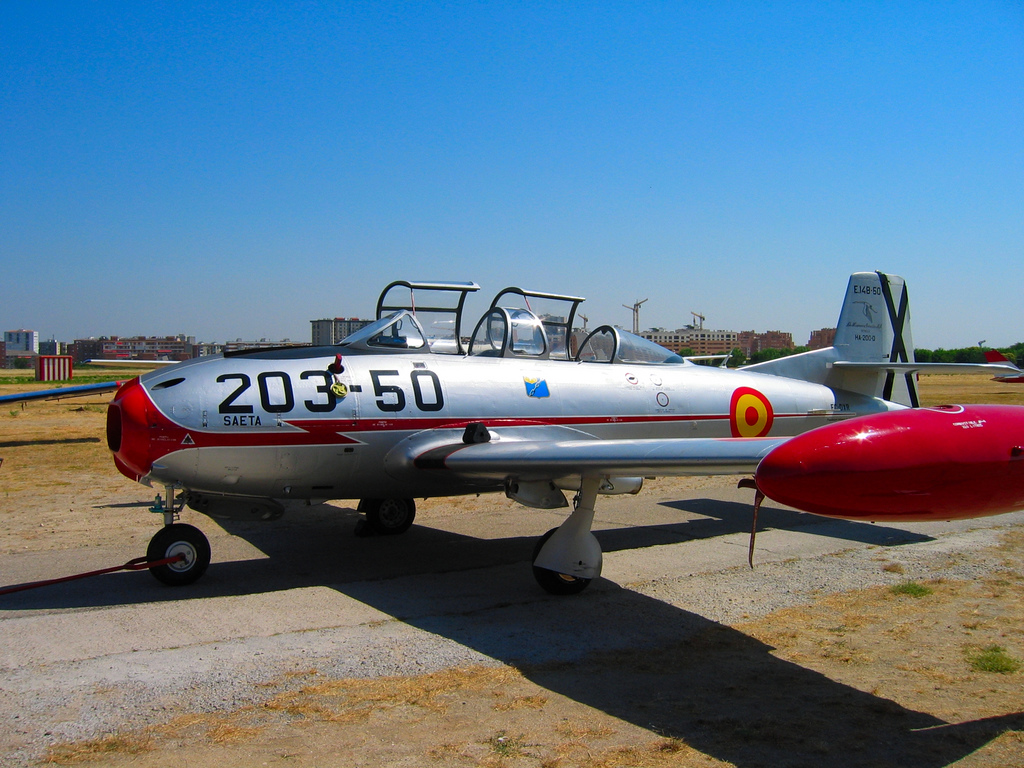
HA-200 Saeta en Cuatro Vientos

- El HA-200 Saeta matrícula EC-DXR, de la Fundación Infante de Orleans, resulta destruido en un accidente el 5 de mayo de 2013 en Cuatro Vientos, Madrid.[9][10]

A consecuencia de este accidente fallece el piloto del Saeta, Ladislao Tejedor Romero (35 años), comandante del Ejército del Aire de España.
- El sábado 1 de septiembre de 2007, durante los preparativos para la exhibición de la Fundación Infante de Orleans que debía tener lugar al día siguiente, uno de los North American T-6 Texan de la FIO, el Texan-25, sufre una parada de motor, lo que obliga a la realización de un aterrizaje de emergencia fuera de pista, resultando piloto y pasajero, prácticamente, ilesos.[12]

Se desarrolla una campaña destinada a la recaudación de fondos para su recuperación, campaña lanzada en febrero de 2020 y que se estructura según diversas etapas de progreso, habiendo superado la primera fase, encontrándose en la Fase 2, de cigüeñal.